# دهستان پولتساما
دهستان پولتساما (به لاتین: Põltsamaa Parish) یک دهستان در استونی است که در شهرستان یوگوا واقع شده‌است.

## خصوصیات
دهستان پولتساما ۸۸۹٫۵۶ کیلومترمربع مساحت و ۹۸۶۰ نفر جمعیت دارد.